# Tony Simms
Anthony Simms, detto Tony (Kingston, 16 febbraio 1959), è un ex cestista canadese.

## Carriera
È stato selezionato dai New York Knicks al sesto giro del Draft NBA 1983 (128ª scelta assoluta).
Con il Canada ha disputato i Giochi olimpici di Sydney 2000, tre edizioni dei Campionati mondiali (1982, 1986, 1990) e due dei Campionati americani (1984, 1989.